# Division 1
Division 1 é como é chamado o torneio que corresponde à terceira divisão do futebol sueco. Atualmente dipões de 28 clubes divididos em duas ligas: a Division 1 Norra (norte) e a Division 1 Södra (sul).

## Formato
Existem 28 clubes na Division 1, divididos em dois grupos de 14 equipes cada grupo representando o Norte e o Sul da Suécia. Durante o curso de uma temporada (começando em abril e terminando em outubro), os clubes de cada grupo jogam entre si, em partidas de ida e volta, perfazendo um total de 26 jogos.
Rebaixamento
No final de cada temporada, os três últimos colocados de cada grupo são rebaixados para a Division 2 (quarta divisão), enquanto que as seis equipes vencedoras dos seis grupos da Division 2 são promovidas em seus lugares.
Promoção
A equipe campeã de cada grupo da Division 1 é promovida para a Superettan (segunda divisão) e os dois últimos colocados da Superettan são rebaixados em seus lugares. Os clubes que terminarem na segunda colocação de cada grupo disputam uma repescagem em fomarto de play-off contra os 13º e 14º colocados da Superettan.

## Equipes participantes
Clubes que participam da temporada 2016: